# Одесский погром (1905)
Одесский погром — еврейский погром в городе Одесса (ныне территория Украины), Российская империя, произошедший 18-21 октября 1905 года.

## Предыстория
В конце XIX века в Одессу хлынул поток неимущих мигрантов, приехавших в поисках работы, — местных обнищавших крестьян, рабочих, неграмотных крестьян из центральной России. В 1890-х годах в Одессе было около 20 000 бездомных портовых рабочих, орды беспризорников. Среди них распространялись антисемитские слухи, провоцирующие ненависть к евреям, и подстрекательства к погромам. В одесской газете «Новороссийский телеграф» регулярно выходили антисемитские статьи, обвинявшие евреев в эксплуатации крестьян и рабочих, враждебности по отношению к государству, в убийстве Александра II, печатали слухи, предсказывавшие погромы.
Революция 1905 года охватила и Одессу. Бунт на «Потёмкине» в июне 1905 года, поражение Российской империи в Русско-Японской войне ещё больше подогревали революционные настроения в Одессе. В Одессе произошли поджоги доков, забастовки рабочих, перестрелки с полицией, избиения госслужащих на улицах и в учреждениях, из-за экономического кризиса резко выросли цены. Одновременно проходили как демонстрации революционно настроенных рабочих, включая группы студентов, еврейской молодежи, входящей в отряды еврейской самообороны, так и шествия монархически настроенных портовых рабочих, нёсших портреты царя и иконы. 17 октября 1905 года, после октябрьской общероссийской забастовки и массовых протестов, Николай II издал манифест, который объявлял некоторые гражданские свободы. Тысячи демонстрантов с красными флагами в этот день вышли на улицы Одессы, ликующая толпа в центре города заставляла прохожих снимать шапки перед красным флагом, рвала портреты царя. На здании одесской городской Думы кем-то был вывешен красный флаг. Одновременно навстречу им из порта двигалась процессия верноподданных портовых рабочих, которая попала под обстрел, ведшийся из окон редакции местной газеты. Непосредственным поводом для начала погрома послужило то, что случайной пулей при этом был убит ребёнок в процессии, несший икону. Еврейская революционно настроенная молодёжь, входившая в отряды еврейской самообороны («чёрные рубашки») атаковала другие шествия, убеждая рабочих снимать шапки перед красным флагом. Бои и перестрелки с полицией шли по всему городу. Проправительственные демонстранты, которые были недовольны уступками царя, группы маргиналов, подогреваемые слухами, нападали не на русских рабочих, праздновавших на улице, а на случайных прохожих, похожих на «евреев», грабили принадлежавшие евреям дома и лавки. Евреи в Российской империи не считались полноправными гражданами, поэтому толпы погромщиков считали, что на евреев не распространяется обычная юрисдикция, на них «можно» было нападать, либо как на «буржуазию», чтобы поживиться их имуществом, либо как на революционеров.
В следующие дни, 18−21 октября 1905 года в Одессе произошёл самый кровавый погром за всю историю города: были убиты свыше 300 евреев, включая женщин и детей, десятки тысяч остались без крова.

## Ход погрома
В ходе начавшегося 18 октября 1905 года в Одессе погрома, еврейская самооборона и студенческая милиция, в которую входили и евреи, и христиане, поначалу смогли приостановить антиеврейские беспорядки на целом ряде улиц; многие погромщики были убиты и ранены, свыше 200 погромщиков разоружены и взяты в плен под стражу в здании Новороссийского университета.
Лишь после того, как генерал-губернатор города Александр Каульбарс двинул против «революционеров» (к которым была отнесена еврейская самооборона) войска, включая казачьи части, и приказал им использовать все виды оружия, вплоть до артиллерии, погром возобновился и продолжался 4 дня. Погромам не препятствовала ни полиция, ни городская администрация. Среди погромщиков распространялись слухи, что полиции дано тайное указание до 21 октября не трогать погромщиков. Только утром 22 октября генерал Каульбарс распорядился стрелять в погромщиков и отряды самообороны и погромы прекратились.
Таким образом, еврейская самооборона и студенческая милиция пытались остановить погром, и в первый день им это удалось, но против них были брошены войска. Часть солдат также приняла участие в грабежах квартир, домов и магазинов, принадлежащих евреям.
Погром проходил и в районах, примыкавших к Одессе. Сообщается, что евреев, пытавшихся бежать, убивали в поездах или топили в Чёрном море.
Погибло свыше 400 евреев (до 500 евреев), в том числе 50 бойцов самообороны. Более 5 тысяч получили ранения.

## В художественной литературе
Писатель Валентин Катаев описывает Одесский погром в автобиографической повести «Белеет парус одинокий», преступления погромщиков показаны в рассказе Александра Куприна «Гамбринус», по которому был снят одноимённый фильм. Также погром описывается в «Одесских рассказах» Исаака Бабеля. В частности, в рассказах «История моей голубятни» и «Первая любовь».